# Allobates grillisimilis
Allobates grillisimilis es una especie de anfibio anuro de la familia Aromobatidae.

## Distribución geográfica
Esta especie es endémica del estado de Amazonas en Brasil. Habita en la confluencia del río Madeira y río Tapajós.

## Descripción
Allobates grillisimilis mide de 12.8 a 16.0 mm.

## Publicación original
- Simões, Sturaro, Peloso & Lima, 2013 : A new diminutive species of Allobates Zimmermann and Zimmermann, 1988 (Anura, Aromobatidae) from the northwestern Rio Madeira—Rio Tapajós interfluve, Amazonas, Brazil. Zootaxa, n.º 3609, p. 251-273.273.[3]